# Ruszkowo (powiat nowodworski)
Ruszkowo – wieś sołecka w Polsce położona w województwie mazowieckim, w powiecie nowodworskim, w gminie Nasielsk.
W latach 1975–1998 miejscowość należała administracyjnie do województwa ciechanowskiego.